# Monténégro au Concours Eurovision de la chanson 2015
Le Monténégro a annoncé sa participation au Concours Eurovision de la chanson 2015 à Vienne, en Autriche le 9 septembre 2014. Le pays est représenté par Knez et sa chanson Adio.

## Sélection
Le chanteur Knez, représentant du Monténégro au Concours Eurovision de la chanson est présenté le 31 octobre 2014 lors d'une conférence de presse, à la suite d'une sélection interne. Sa chanson, nommée Adio, est présentée le 17 mars 2015.

## À l'Eurovision
Le Monténégro participa à la seconde demi-finale, le 21 mai 2015. Arrivant 9e avec 47 points, le pays réussit à se qualifier pour la finale du 23 mai. Lors de celle-ci, il arrive en 13e place avec 44 points. Le pays obtient ainsi le meilleur classement depuis ses débuts en 2007.